# Doridostoma
Doridostoma là một chi bướm đêm thuộc phân họ Tortricinae của họ Tortricidae.

## Các loài
- Doridostoma denotata Diakonoff, 1973
- Doridostoma stenomorpha Diakonoff, 1973